# Bătălia de la San Jacinto
Bătălia de la San Jacinto, din ziua de 21 aprilie 1836, din actualul comitat Harris din statul Texas, a fost bătălia decisivă a Revoluției Texane. În frunte cu generalul Sam Houston, armata Texasului a atacat și a învins forțele mexicane ale generalului Antonio López de Santa Anna într-o luptă care a durat doar optsprezece minute. Circa 700 de soldați mexicani au murit, și 730 au căzut prizonieri, în timp ce doar nouă texani au murit.
Santa Anna, președintele Mexicului, a căzut prizonier a doua zi. După trei săptămâni, el a semnat tratatele de pace care au dictat părăsirea regiunii de către armata mexicană, deschizând calea spre independența Republicii Texas. Aceste tratate nu au recunoscut efectiv independența Texasului, dar au stipulat ca Santa Anna se angajează să facă lobby în acest sens la Ciudad de Mexico. Sam Houston a devenit o celebritate națională, iar strigătele de luptă ale texanilor, „Remember the Alamo!” și „Remember Goliad!” au rămas în istorie.

## Context
În primii ani de independență ai Mexicului, în Texasul Mexican (pe atunci parte din statul Coahuila y Tejas) s-au stabilit numeroși imigranți americani, încurajați de guvernul mexican.
În 1835, ei s-au revoltat împotriva guvernului mexican al lui Santa Anna deoarece acesta a abolit constituția democratică din 1824, a dizolvat Congresul Mexicului și legislativele statelor și și-a asumat controlul dictatorial asupra întregii țări. După capturarea unor mici avanposturi și după înfrângerea tuturor garnizoanelor mexicane din regiune, texanii au format un guvern provizoriu și au întocmit o declarație de independență.
Sute de voluntari din Statele Unite ale Americii s-au îndreptat spre Republica Texas pentru a o ajuta să-și cucerească independența. Două regimente de voluntari au fost organizate pentru a completa armata regulată texană. Alți voluntari localnici s-au organizat în companii pentru apărarea zonelor ce ar fi putut fi ținta unei intervenții mexicane. De exemplu, printre voluntarii americani de la San Jacinto se numărau Kentucky Rifles, o companie alcătuită în Cincinnati și în nordul Kentuckyului de către Sidney Sherman, singurele trupe ale armatei texane care aveau o uniformă oficială. New Orleans Greys, o altă companie din Statele Unite, luptaseră și muriseră în bătălia de la Alamo sub conducerea unui ofițer al armatei regulate texane, în vreme ce două companii din Alabama (câte una din Huntsville și Mobile) au luptat și au murit la Goliad.
În 1836, Santa Anna a condus personal o forță de 3.000–5.000 soldați mexicani în Texasul de astăzi pentru a înăbuși insurecția. El a intrat în San Antonio de Béxar și, după un asediu de 13 zile siege, a învins și a măcelărit texanii de la Alamo la 6 martie 1836. Flancul drept al ofensivei lui Santa Anna, sub conducerea generalului José de Urrea, a învins, capturat și ucis supraviețuitorii unei a doua forțe lângă Goliad. Santa Anna a ordonat ca prizonierii (circa 350) să fie împușcați sau înjunghiați la 27 martie (Duminica Floriilor). Generalul Urrea s-a opus la început ordinului și a trimis un mesaj special lui Santa cerându-i confirmarea, iar Santa Anna a confirmat. Urrea a refuzat să-i împuște pe medicii texani - deoarece nu erau înarmați - și i-a eliberat. El le-a spus celor 350 de prizonieri că vor fi mutați în alt loc sub pază; prizonierii au fost trimiși pe drum, fiecare cu câte un soldat mexican la stânga lui. La un semnal, fiecare paznic s-a întors și și-a împușcat prizonierul. Șase prizonieri au scăpat și au dus vestea la armata lui Sam Houston, iar acest eveniment a rămas cunoscut sub titulatura de „masacrul de la Goliad”. În bătălia de la San Jacinto, s-au auzit strigăte de luptă „Remember the Alamo!” și „Remember Goliad!”.
Houston, la comanda armatei texane principale, s-a retras încet spre est. Pentru președintele David G. Burnet, adversar al lui Houston, Houston părea nedispus să se lupte cu urmăritorul său, în pofida ordinelor lui Burnet. Localnicii texani îl batjocoreau pe Houston când trecea prin satele lor, iar ofițerii amenințau să preia comanda.  Houston a răspuns spunând că-l va împușca pe oricare ar încerca. Îngrijorați de apropierea rapidă a armatei mexicane, Burnet și guvernul texan au abandonat capitala provizorie de la Washington-on-the-Brazos și s-au deplasat către Golful Mexic, mutând instituțiile la Harrisburg și apoi la Galveston. Mii de coloniști speriați li s-au alăturat în ceea ce avea să fie denumit „Runaway Scrape”.
Houston s-a îndreptat inițial către Sabine River, frontiera cu Statele Unite, unde o armată federală condusă de generalul Pendleton Gaines se adunase să apere Louisiana în caz că Santa Anna s-ar fi hotărât să invadeze SUA. Houston a întors, apoi, însă, armata spre sud către Harrisburg.
Santa Anna l-a urmărit pe Houston și a pus la punct un plan prin care trei coloane de soldați mexicani aveau să conveargă către forțele lui Houston și să le distrugă. El a deviat, însă, o coloană, în încercarea de a captura guvernul provizoriu, și o a doua pentru a-și proteja liniile de aprovizionare. Santa Anna a condus personal a treia coloană de circa 900 de soldați către Houston, prinzându-l din urmă la 19 aprilie lângă Lynch's Ferry. Obligat să treacă Vince's Bridge, el și-a stabilit pozițiile pe mai puțin de 8 km² de teren complet înconjurat de râul San Jacinto și de gârlele Buffalo și Vince, și de mlaștine și golfuri la est și sud-est. Houston și-a pus tabăra pe o pajiște la 1 km depărtare.

## Preludiul bătăliei
Crezând că Houston este încolțit, Santa Anna s-a hotărât să-și odihnească armata pe 19 aprilie și să atace pe 22 aprilie. El a primit cinrca 500 de noi soldați conduși de generalul Martín Perfecto de Cos, ridicând numărul soldaților săi la 1.400. Santa Anna l-a postat pe Cos în dreapta lui, pe malul râului, și artileria în centru, ridicând o baricadă de 1,5 m din ranițe și bagaje ca o formă de protecție ad-hoc pentru infanterie. El a pus cavaleria experimentată în flancul stâng și s-a retras să pună la cale atacul de a doua zi.
În dimineața de 21 aprilie, Houston a ținut un consiliu de război, și majoritatea ofițerilor au fost de părere să aștepte atacul lui Santa Anna. Houston a hotărât, însă, un atac surpriză chiar în după-amiaza aceea, îngrijorat că Santa Anna ar putea profita de timp să-și adune armata împrăștiată. El a decis să-l atace pe Santa Anna cu cei 900 de oameni de care dispunea. Atacul avea să fie purtat mai ales din câmp deschis, unde infanteria texană avea să fie vulnerabilă în fața artileriei mexicane. Și mai riscant era că Houston a hotărât să-i flancheze pe mexicani cu cavaleria, întinzându-și trupele pe o linie lungă și subțire. Santa Anna a făcut, însă, o greșeală crucială — în timpul siestei de după-amiază, nu a postat santinele în jurul taberei.
Houston a obținut pentru planul său îndrăzneț aprobarea secretarului de stat texan Thomas J. Rusk, care s-a alăturat armatei pentru a se consulta cu Houston la insistențele președintelui Burnet. Până la 3:30 p.m., Houston își așezase oamenii în linii de bătălie pentru asalt, ascuns fiind de mexicani după copaci și după o mică creastă deluroasă din mijlocul preriei, aflată între cele două armate.

## Bătălia

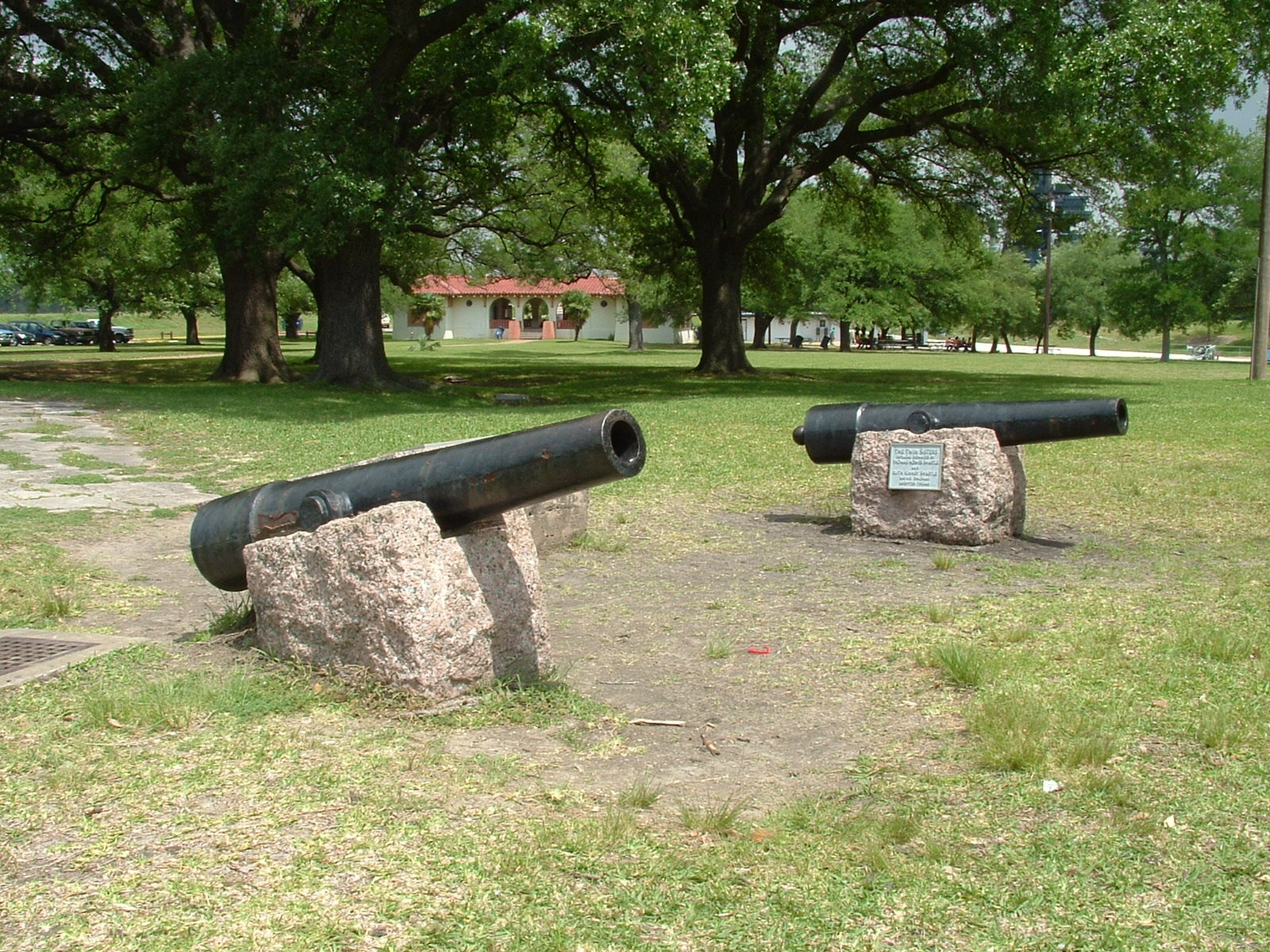
„Twin Sisters” (copii). Un dar pentru locuitorii din Cincinnati, armele originare au fost văzute ultima oară în 1865.

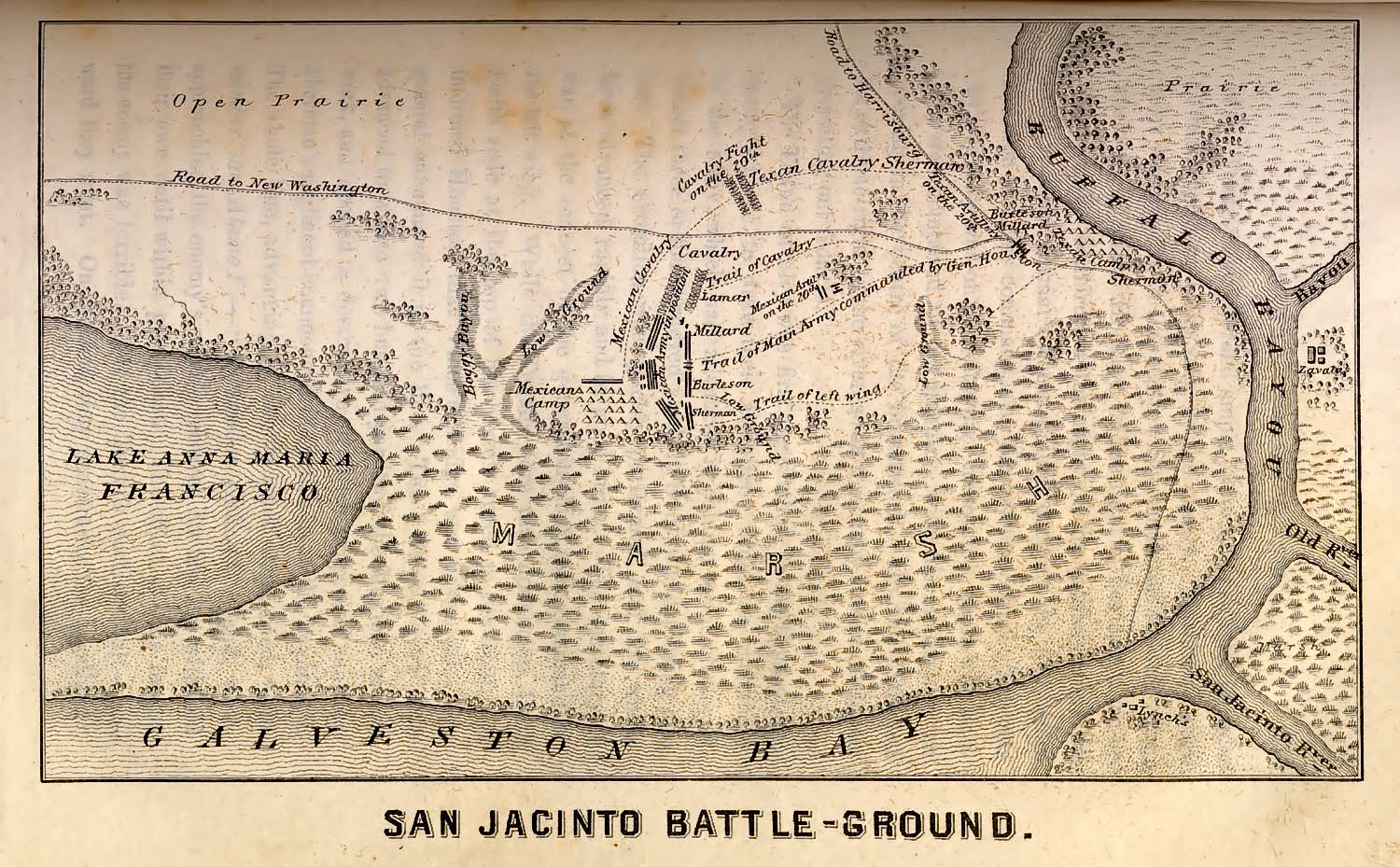
Harta bătăliei de la San Jacinto

La ora 4:30 p.m. în ziua de 21 aprilie, iscoada Deaf Smith a anunțat arderea podului lui Vince, care tăia singura cale de retragere pentru ambele armate fără trecerea printr-o apă de 3 m adâncime. Principala linie de bătălie texană s-a apropiat, rămânând ascunsă după copaci și după dealuri. Ieșind din pădure, s-a dat ordinul de înaintare și un cântăreț din fluier  a început să cânte melodia „Will you come to the bower I have shaded for you?” Generalul Houston a condus personal infanteria, postând Regimentul 2 de voluntari al colonelului Sidney Sherman în flancul stâng, urmat de Regimentul 1 al colonelului Edward Burleson. În centru, două mici tunuri neghintuite donate de cetățenii orașului Cincinnati, Ohio denumite „Twin Sisters,” (Surorile gemene) erau împinse înainte sub comanda maiorului George W. Hockley. Ele erau susținute de patru companii de infanterie conduse de căpitanul Henry Wax Karnes. Regimentul de soldați texani al colonelului Henry Millard alcătuiau flancul drept. În flancul drept extrem se aflau 61 de cavaleriști texani conduși de proaspăt promovatul colonel Mirabeau B. Lamar ce plănuiau să încercuiască flancul stâng mexican.  Cu o zi înainte, Lamar era simplu soldat în cavalerie dar, datorită curajului și inteligenței de care a dat dovadă într-o mică ciocnire cu mexicanii la 20 aprilie, el a fost promovat imediat la rangul de colonel.
Armata texană a avansat rapid și în liniște de-a lungul câmpiei, după care, la doar câteva zeci de metri de tabăra mexicană, a atacat armata lui Santa Anna strigând „Remember the Alamo!” și „Remember Goliad!”, deschizând focul asupra mexicanilor de la doar câțiva metri. Texanii au reușit să-i ia prin surprindere pe mexicani. A fost un atac îndrăzneț la lumina zilei, dar succesul său poate fi explicat în mare parte prin neglijența lui Santa Anna care nu a pus santinele în timpul siestei soldaților săi. Armata lui Santa Anna consta în principal din soldați profesioniști, dar care fuseseră pregătiți să lupte în formații, schimbând salve cu inamicul. Mexicanii erau prost pregătiți și prost înarmați la momentul atacului. Majoritatea dormeau cu soldaderas (soțiile și femeile-soldat), unii plecaseră să adune lemne, iar cavaleriștii erau pe cai fără șa, cărând apă. Generalul Manuel Fernández Castrillón a încercat cu disperare să improvizeze o rezistență mai organizată, dar a fost și el ucis. Soldații săi au fugit panicați, iar linia defensivă a lui Santa Anna s-a prăbușit rapid.
Sute de soldați mexicani demoralizați și confuzi au fost puși pe fugă, mulți fiind împinși în mlaștinile din preajma râului unde s-au înecat. Texanii i-au urmărit pe inamicii care fugeau, strigându-le „take prisoners like the Meskins do!” („luați prizonieri ca [mexicanii]!”), cu referire la arderea cadavrelor după Alamo și de uciderea prizonierilor la Goliad. Unii dintre cavaleriștii mexicani s-au aruncat în pârâul revărsat de pe podul lui Vince dar au fost împușcați în apă. Houston a încercat să-și calmeze oamenii, dar a fost ignorat. Generalul Juan Almonte, comandând ce mai rămăsese din rezistența organizată a mexicanilor, a capitulat cu cei 400 de oameni ai săi în fața lui Rusk. Restul armatei lui Santa Anna se dezintegrase haotic. Din primele momente, bătălia a fost una dezechilibrată, majoritatea pierderilor texane provenind doar din salvele trase în primele minute ale luptei.
În timpul scurtei, dar violentei lupte, Houston a fost împușcat în glezna stângă, doi cai au fost împușcați sub el, iar Santa Anna a scăpat. Lupta însăși a durat 18 minute dar măcelul mexicanilor a continuat timp de aproape o oră. Armata texană a repurtat o victorie surprinzătoare, ucigând circa 700 de soldați mexicani, rănind 208 și luând 730 de prizonieri, în vreme ce ea a pierdut doar 9 morți și 30 de răniți.

## Urmări

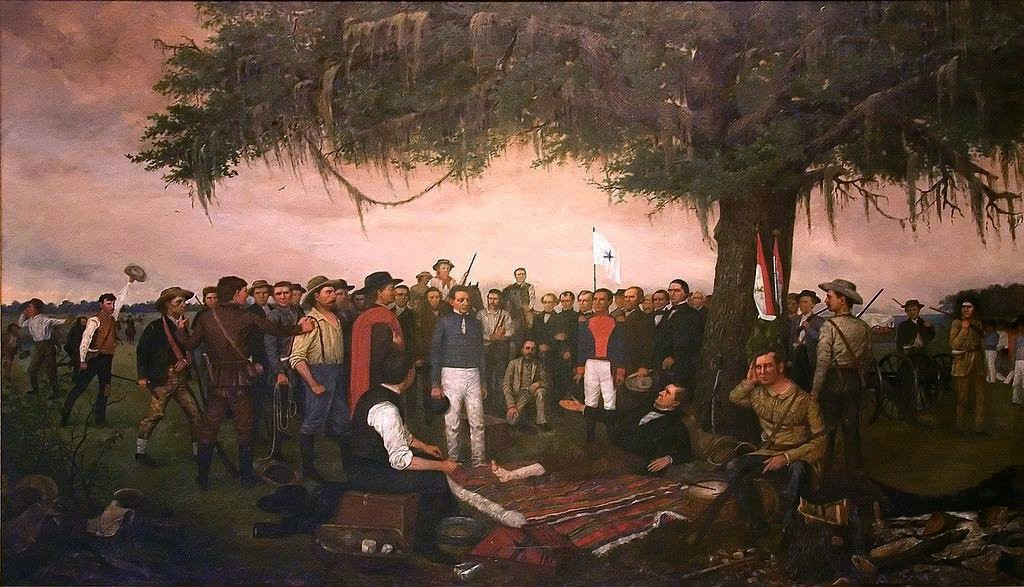
Pictura „Capitularea lui Santa Anna” de William Huddle îl prezintă pe generalul mexican Santa Anna capitulând în faţa lui Sam Houston, rănit. Această scenă a fost recreată pentru filmele The Alamo și James A. Michener's Texas

În timpul bătăliei, Santa Anna a dispărut și a fost căutat de un grup constând din James A. Sylvester, Washington H. Secrest, Sion R. Bostick și un anume Mr. Cole a doua zi dimineața. Santa Anna și-a abandonat uniforma sa bogat ornamentată pentru a nu fi descoperit. Abia după ce a fost salutat ca „El Presidente” el a început să fie localizat. Din păcate pentru Santa Anna, se știa bine că poartă lenjerie de mătase. Astfel, când s-a descoperit că aceeași persoană care fusese salutată purta ismene de mătase, texanii au știut că l-au capturat pe Santa Anna. Houston i-a cruțat viața, preferând să negocieze încheierea ostilităților și retragerea din Texas a ultimelor trupe ale lui Santa Anna.
La 14 mai 1836, Santa Anna a semnat tratatele de la Velasco, prin care a acceptat să-și retragă trupele de pe pământul texan și, în schimbul eliberării în Mexic, să susțină acolo recunoașterea noii republici. Au fost 2 tratate, unul secret și unul public. În cel secret, Santa Anna se angaja să încerce să convingă Mexicul să recunoască independența Texasului, în schimbul escortării până la granița Mexicului. Libera trecere nu s-a materializat, însă. Santa Anna a fost ținut șase luni ca prizonier de război (timp în care guvernul l-a demis și a dezavuat orice acord ar fi semnat el) fiind dus în cele din urmă la Washington, D.C.  Acolo, s-a întâlnit cu președintele american Andrew Jackson, înainte de a se întoarce în dizgrație în Mexic la începutul lui 1837. Independența Texasului era, însă, la acea vreme, un fapt împlinit, deși Mexicul nu a recunoscut-o oficial decât prin semnarea tratatului de la Guadalupe Hidalgo la sfârșitul Războiului Americano-Mexican în 1848.